# Synedoida alleni
Synedoida alleni är en fjärilsart som beskrevs av Augustus Radcliffe Grote 1877. Synedoida alleni ingår i släktet Synedoida och familjen nattflyn. Inga underarter finns listade i Catalogue of Life.